# بخش خاره‌ای استخوان گیجگاهی
بخش خاره‌ای استخوان گیجگاهی (انگلیسی: Petrous part of the temporal bone) استخوان هرمی‌شکلی است که در پایه جمجمه بین استخوان‌های پروانه‌ای و پس‌سری گیر افتاده است.
بخش خاره‌ای به سمت داخل متمایل گردیده است بنابراین قسمتی از پایهٔ جمجمه را تشکیل داده است. این استخوان به شدت سخت شامل گوش داخلی است و هم‌چنین مجرای شنوایی داخلی نیز در میان آن است که عصب هشتم مغزی از درون آن به ساقه مغز می‌رود؛ بنابراین بسیاری از مشکلات وابسته به گوش داخلی مشکلاتی وابسته به این بخش استخوان گیجگاهی می‌باشند.

## نگارخانه

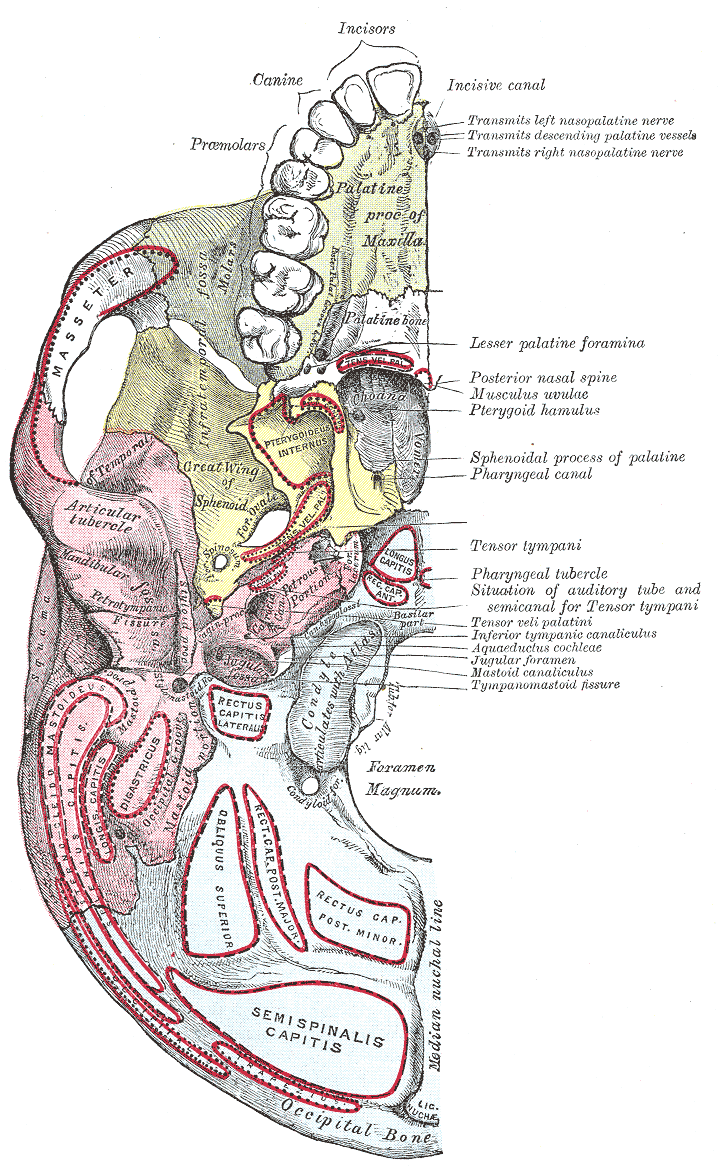
Base of skull. Inferior surface.
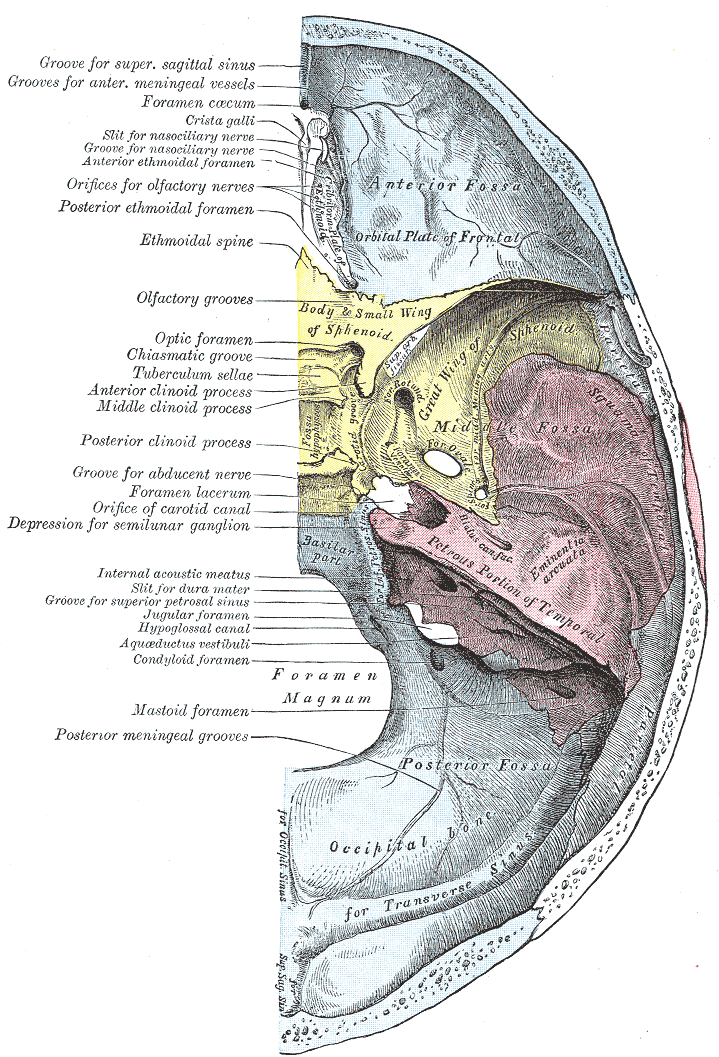
Base of the skull. Upper surface.
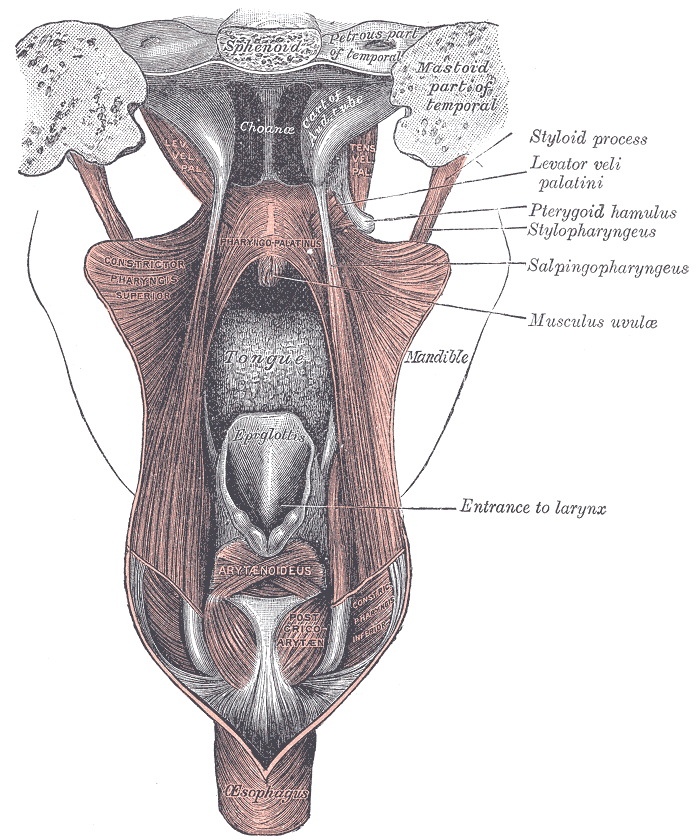
Dissection of the muscles of the palate from behind.
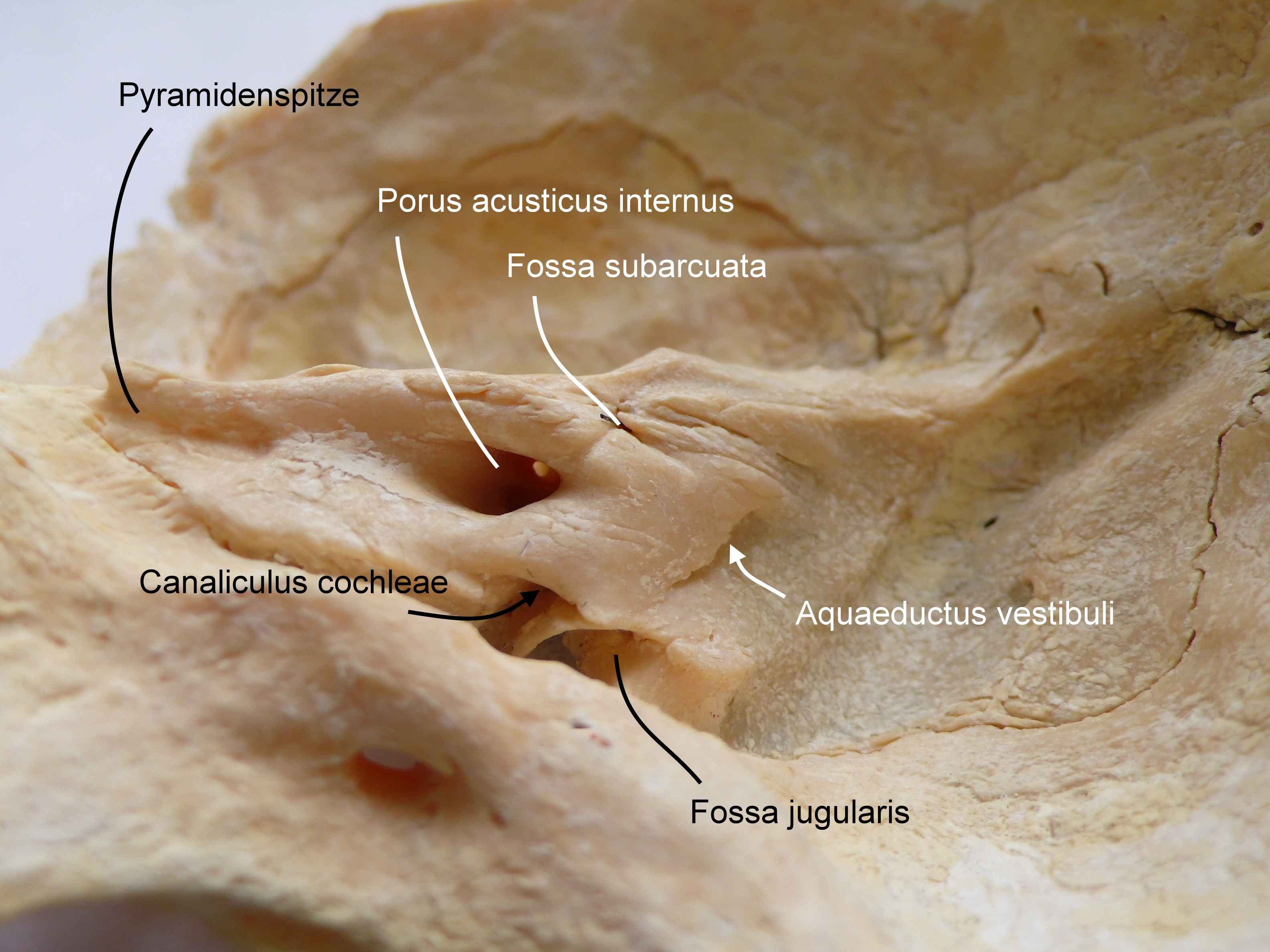
Temporal bone
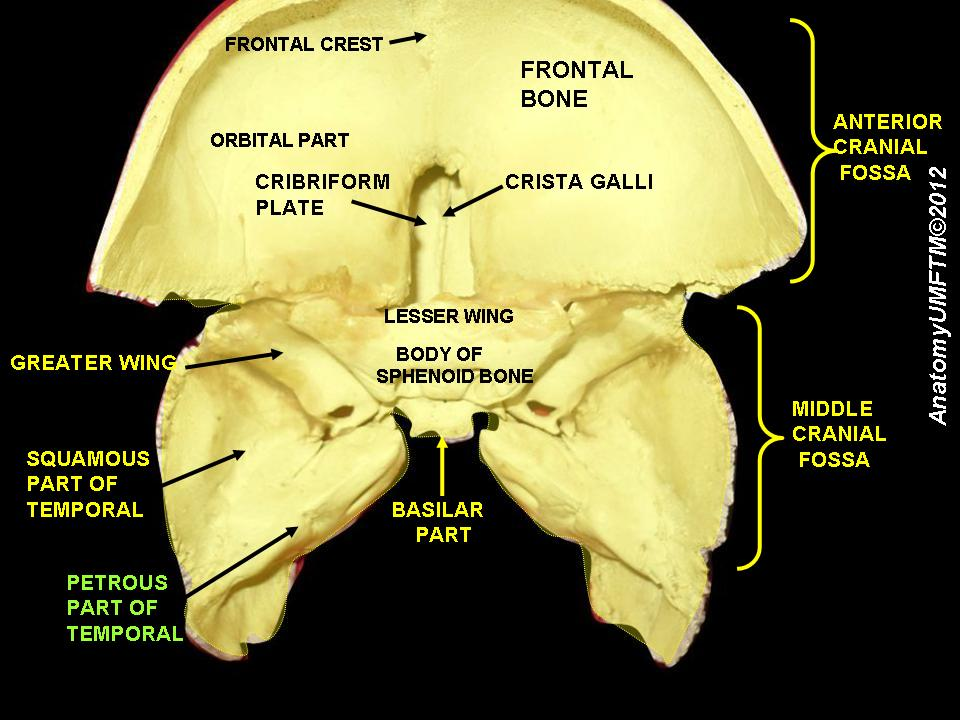
Petrous part of the temporal
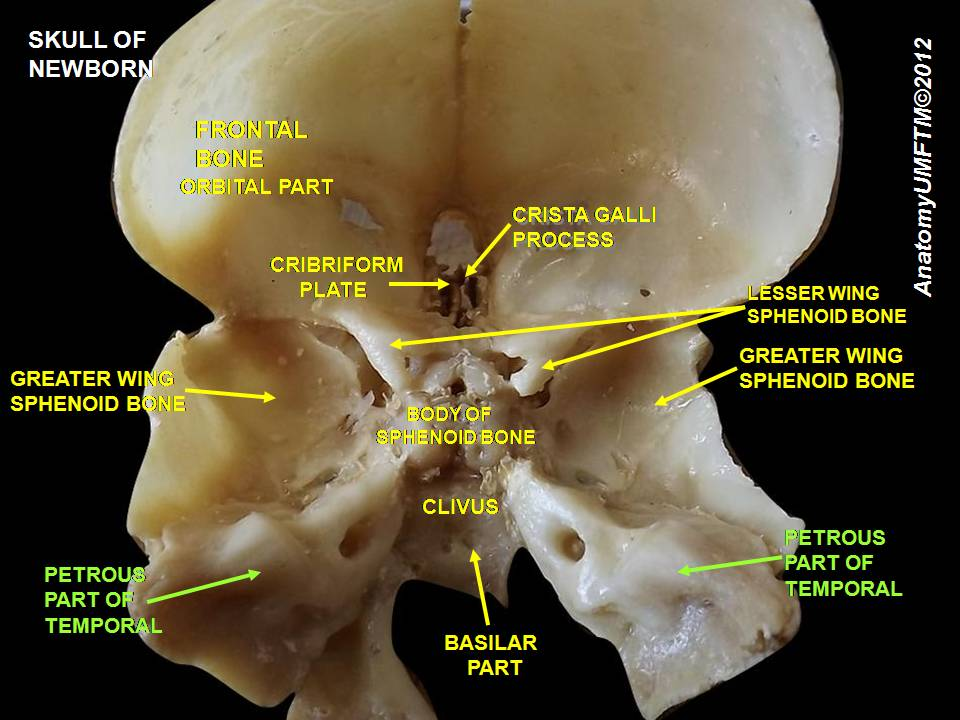
Petrous part of the temporal